# Rue Lhuillier
La rue Lhuillier est une voie du 15e arrondissement de Paris, en France.

## Situation et accès
La rue Lhuillier est une voie privée située dans le 15e arrondissement de Paris. Elle débute au 33, rue Olivier-de-Serres et se termine au Village Saint-Michel.

## Origine du nom
Elle porte le nom de « Luillier » ou « Lhuillier »), nom de plusieurs prévôts des marchands du XVIe siècle : Eustache (1504), Jean (1530), Nicolas (1576), Jean (1592).

## Historique

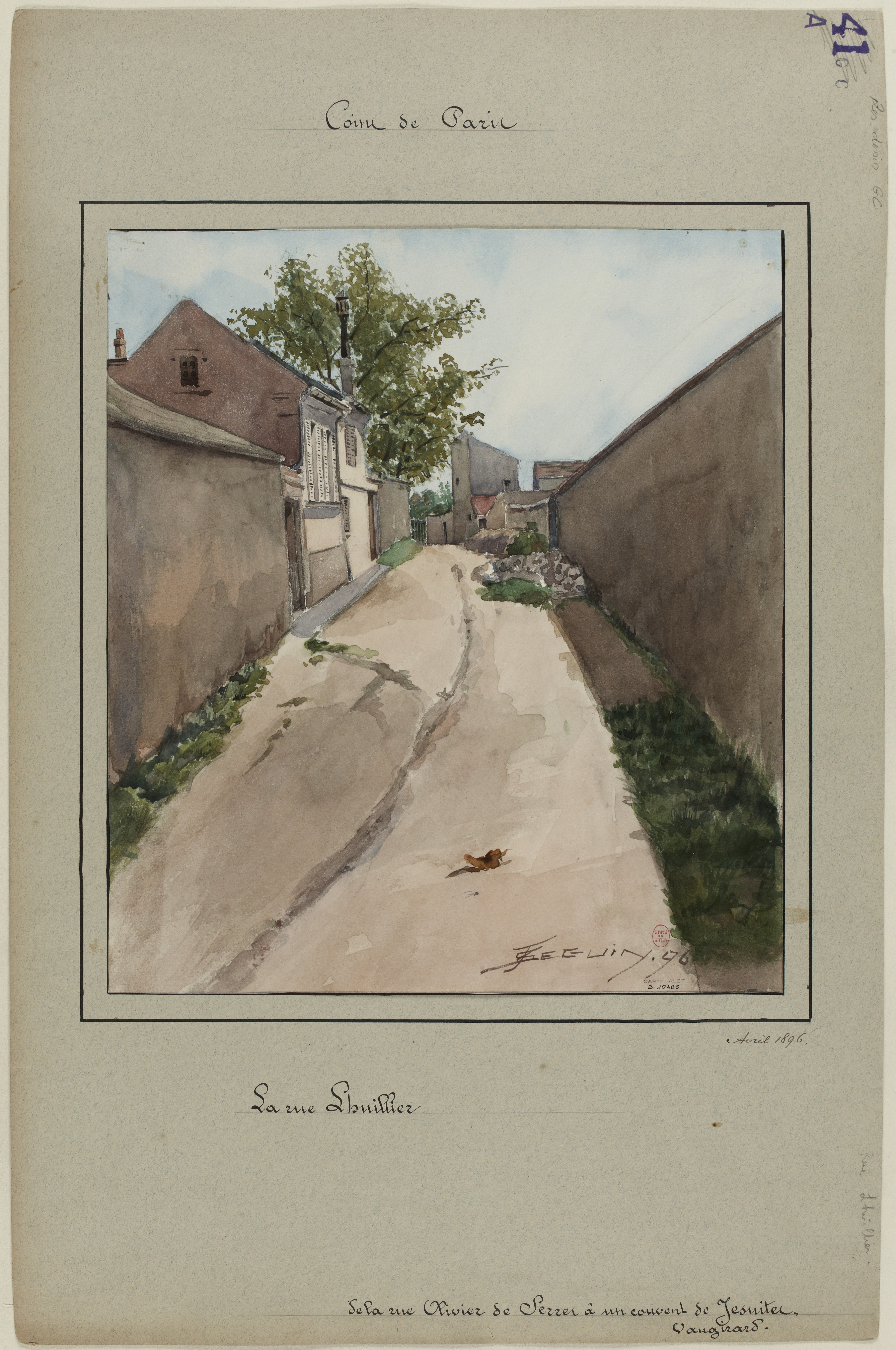
La rue Lhuillier en 1896.

Cette voie, indiquée sur le plan de Roussel de 1730 sous le nom de « rue d'Orléans », prend sa dénomination actuelle le 10 février 1875.
Elle menait au couvent des Jésuites de Vaugirard.